# الجدول الزمني للمرأة في الرياضيات في الولايات المتحدة
هناك تاريخ طويل للنساء في الرياضيات في الولايات المتحدة. جميع النساء المذكورة هنا هم من أصول أمريكية ما لم يذكر خلاف ذلك.

## الجدول الزمني
- 1829: تم إجراء أول اختبار علني لفتاة أمريكية في الهندسة.[1]
- 1886: أصبحت وينيفريد إدجيرتون ميريل أول امرأة أمريكية تحصل على درجة الدكتوراه في الرياضيات، والتي حصلت عليها من جامعة كولومبيا.[2]
- 1913: نشرت ميلدريد ساندرسون نظريتها حول الوحدات الثابتة في رسالتها العلمية. وينص على ما يلي: "لأي متغير وحدات i لنظام أشكال تحت أي مجموعة Gنص مائل من التحولات الخطية مع معاملات في GF[pn]، وهناك تقابل ثابت رسمي I تحت G بحيث I = i لجميع مجموعات القيم، كانت أول طالبة متخرجة على يد ليونارد يوجين ديكسون، والذي كتب لاحقًا عن أطروحتها، "هذه الرسالة هي مساهمة مهمة للغاية في هذا المجال من العمل. تكمن أهميته جزئيًا في حقيقة أنه ينشئ علاقات بين الوحدات النمطية والمنهجية. تم بالفعل نقل نظريتها الرئيسية بشكل متكرر والسبب في ذلك أسلوبها وطابعها المتميز. والدليل على أنها رسالة رائعة في الرياضيات ". كتب بيل، "تم تصنيف المساهمة الفردية ل ساندرسون عام (1913) للمبتكرين النموذجيين من قبل القضاة المختصين كواحدة من أفضل الموضوعات."[3]
- 1927: آنا جونسون بيل ويلر أول امرأة تقدم محاضرة في ندوة مجتمع الرياضيات الأمريكي.[4]
- 1943: إيوفيميا هاينز أول امرأة أمريكية من أصل أفريقي تحصل على درجة الدكتوراه. في الرياضيات، والتي حصلت عليها من الجامعة الكاثوليكية.[5]
- 1949: جرترود ماري كوكس أول امرأة تنتخب في المعهد الإستاتيكي الدولي.[6]
- 1956: غلاديس ويست بدأت جمع البيانات من الأقمار الصناعية من مركز (Naval Surface Warfare Center Dahlgren Division) أثرت حساباتها بشكل مباشر على تطوير أنظمة التموضع العالمي الدقيقة.[7]
- 1962: أصبحت مينا ريس أول امرأة تفوز بجائزة يويه جين قونج وجائزة الدكتور تشارلز واي هو جين تاو للخدمة المتميزة للرياضيات، وهي الجائزة الأكثر شهرة التي قدمتها الجمعية الرياضية الأمريكية.[4]
- 1966: نشرت ماري ل. بواس الأساليب الرياضية في العلوم الفيزيائية، والتي كانت لا تزال تستخدم على نطاق واسع في الفصول الدراسية في الكلية اعتبارا من عام 1999.[8][9]
- 1970: أصبحت مينا ريس أول رئيسة للجمعية الأمريكية لتقدم العلوم.[10]
- 1971:
  - قامت ماري إلين رودين بإنشاء أول مساحة لدوكر.[11]
  - تأسست جمعية المرأة للرياضيات (AWM). وهي جمعية تمثل مجتمع مهني تقتصر مهمته في تشجيع النساء والفتيات على الدراسة والحصول على مهن نشطة في العلوم الرياضية، وتعزيز تكافؤ الفرص والمعاملة المتساوية للنساء والفتيات في العلوم الرياضية. تم دمجها في ولاية ماساتشوستس.[12]
  - تأسست اللجنة المشتركة المعنية بالمرأة في العلوم الرياضية (JCW)، باعتبارها لجنة من الجمعية الرياضية الأمريكية (AMS). هي الآن لجنة مشتركة من سبع جمعيات رياضية وإحصائية تعمل على تحديد آليات تعزيز الفرص المتاحة للمرأة في العلوم الرياضية والإحصائية، والتوصية باتخاذ إجراءات إلى الهيئات الإدارية في المجتمعات الأعضاء لدعم هذه الفرص، وتوثيق التوصيات من خلال تقديم ووضع البيانات.[13]
- 1973: نشرت جان تايلور أطروحتها عن «انتظام المجموعة المفردة لمجموعة الأشكال المسطحة ثنائية الأبعاد للحد والتقليلل من منطقة مودولو 3 في R3» والتي حلت مشكلة طويلة الأمد حول طول وسلاسة منحنيات الدالة الثلاثية.[14]
- 1974: نشر جوان بيرمان كتاب عن مجموعات الروابط ورسم الخرائط. والتي أصبحت مقدمة قياسية، حيث تعلم الكثير من الباحثين اليوم هذا الموضوع من خلاله.[15]
- 1975-1977: اكتشفت مارجوري رايس، التي لم تحصل على تدريب رسمي في الرياضيات خارج المدرسة الثانوية، ثلاثة أنواع جديدة للشكل الخماسي مع تجسسيمه وتوضيحه باستخدام الفسيفساء وأكثر من ستين شكل مختلف ومتميز للأشكال الخماسية.[16]
- 1975: أصبحت جوليا روبنسون أول عالمة رياضيات تنتخب في الأكاديمية الوطنية للعلوم.[17]
- 1979:
  - أصبحت دوروثي لويس بيرنستاين أول رئيسة لجمعية الرياضيات الأمريكية.[18]
  - أصبحت ماري إيلين رودين أول امرأة تقدم محاضرات إيرل ريموند هيدريك. هذه المحاضرات تم تأسيسها من قبل الرابطة الرياضية الأمريكية في عام 1952 لتقدم إلى الجمعية محاضرًا ذو مهارة معروفة في شرح وعرض الرياضيات «والذي يقدم سلسلة من ثلاث محاضرات على الأكثر والتي تتيح لجزء كبير من أولئك الذين يقومون بتدريس الرياضيات في الكلية من الوصول إليها ودراستها».[4]
- 1981: أصبحت دوريس شاتشنايدر أول محررة في مجلة الرياضيات، وهي مجلة تصدر كل شهرين من قبل الجمعية الرياضية الأمريكية.[19][20]
- 1983:
  - أصبحت جوليا روبنسون أول رئيسة للجمعية الرياضية الأمريكية.[17]
  - أصبحت جوليا روبنسون أول عالمة رياضيات تحصل على زمالة مكارثر.[4]
  - أصبحت دوريس شاتشنايدر أول امرأة تقدم محاضرات جيه ساذرلاند فريم، والتي تم تقديمها في الاجتماعات الصيفية للجمعية الرياضية الأمريكية.[4]
- 1992: أصبحت غلوريا جيلمر أول امرأة تلقي محاضرة كبرى في الرابطة الوطنية لعلماء الرياضيات (كانت بعنوان كوكس تالبوت).[21]
- 1995: أصبحت مارغريت إتش. رايت أول رئيسة لجمعية الرياضيات الصناعية والتطبيقية.[4]
- 1996: أصبحت جوان بيرمان أول امرأة تحصل على جائزة شوفينيت، والتي تمنحها سنويًا الجمعية الرياضية الأمريكية لمؤلف مقالة توضيحية بارزة حول موضوع رياضي من قبل أحد أعضاء الجمعية.[4]
- 1998: أصبحت ميلاني وود أول امرأة أمريكية تصنع فريق أولمبياد الرياضيات الأمريكي. فازت بالميداليات الفضية في أولمبياد الرياضيات الدولية في عامي 1998 و 1999.[22]
- 2002: أصبحت ميلاني وود أول امرأة أمريكية والمرأة الثانية التي حصلت على لقب زميل بوتنام في عام 2002. بوتنام فيلوز هم الخمسة الأوائل (أو الستة، في حالة التعادل) في مسابقة ويليام لويل بوتنام للرياضيات.[23][24]
- 2004:
  - أصبحت ميلاني وود أول امرأة تفوز بجائزة فرانك وبرين مورغان للبحث المتميز في الرياضيات من قبل الطالب الجامعي.[25] إنها جائزة سنوية تمنح لطالب جامعي تحت التخرج في الولايات المتحدة أو كندا أو المكسيك توضح أبحاث الرياضيات المتفوقة.
  - أصبحت أليسون ميلر أول فائزة بميدالية ذهبية في فريق أولمبياد الرياضيات الأمريكي.[26]
- 2006: أصبحت ستيفاني بيترميشل، محللة رياضية ألمانية في جامعة تكساس في أوستن، أول امرأة تفوز بجائزة سالم، وهي جائزة سنوية تمنح لعلماء الرياضيات الشباب الذين يقومون بتقديم عمل متميز في مجال اهتمام رافائيل سالم، وفي المقام الأول فيما يتعلق بسلسلة فورييه والمجالات ذات الصلة في التحليل.[4][27] مع العلم أنها شاركت الجائزة مع ارتور أفيلا.[28]
- 2019: كانت كارين يوهلينبيك أول امرأة تفوز بجائزة أبيل، حيث أشارت اللجنة القائمة على الجائزة إلى «التأثير الأساسي لعملها على التحليل والهندسة والفيزياء الرياضية».[29][30][31]

## وصلات خارجية
- تاريخ موجز لجمعية النساء في الرياضيات: وجهات نظر الرؤساء، بقلم لينور بلوم (1991)